# Carambar & Co
Carambar & Co, ou CPK (Carambar Poulain Krema), est une entreprise française spécialisée dans la confiserie créée en 2017. Elle regroupe les marques de confiserie Carambar, Terry's, Lutti, Kréma, La Pie qui Chante, Malabar, les pastilles Vichy, rochers Suchard et le chocolat Poulain. 
Carambar & Co est détenue par la holding CPK, qui appartient au fonds d'investissement français Eurazeo et à des investisseurs privés.

## Histoire
Ces marques ainsi que les cinq usines en France fabriquant les produits avaient été rachetées à la multinationale agro-alimentaire américaine Mondelēz International en 2016,.
Fin août 2018, la société annonce acheter Lutti, sous réserve de l'approbation des autorités de la concurrence.
Le rachat par Carambar, numéro 2 des bonbons en France, de Lutti (à l'allemand Katjes International), numéro 3 est effectif en octobre 2018.
À la suite du rachat de Lutti, la société annonce la fermeture de l'usine historique de Carambar à Marcq-en-Baroeul, dont elle transfère les activités sur l'usine Lutti de Bondues, les deux sites étant distants de 8 km.
Toute la production a été relocalisée en France depuis 2018. Les lignes situées en République tchèque, en Pologne et en Espagne ont été rapatriées.
Après avoir annoncé la fermeture définitive du site de Villebarou qui fabrique le chocolat Poulain, un accord est finalement trouvé en septembre 2024 avec le groupe Andros pour la reprise de l'usine et de ses 109 salariés.
En juillet 2025, Ferrero annonce également l'acquisition CPK au fonds d'investissement Eurazeo pour un montant non-dévoilé.